# Мошик Микола Григорович
Мико́ла Григо́рович Мо́шик  (27 жовтня 1941, Засулля, Роменський район, Сумська область — 26 травня 2021, Суми) — український бандурист, композитор, музичний педагог. Батько письменника Максима Мошика.

## Біографія
Навчався у 1962-1964 роках в студії при Державній капелі бандуристів (нині — Національна заслужена капела бандуристів України імені Георгія Майбороди), (педагог П. Іванов, 1968—1969), у Дрогобицькому музичному училищі (педагог О. Кир'ян-Верещинський).
Закінчив у 1971 Дніпродзержинське музичне училище (Л. Продайко) та у 1976 р. Київську консерваторію (у А. Бобиря).
Працював у Чернігівській та Кіровоградській філармоніях, Київському оркестрі народних інструментів, Уманському музичному училищі.
У 1977 — викладач Сумського музичного училища, з 1992 р. — Сумського педагогічного інституту.
У 1992 відкрив клас бандури на музично-педагогічному факультеті Сумського державного педагогічного інституту ім. А. С. Макаренка.
Помер 26 травня 2021 року у Сумах від ускладнень коронавірусу.

## Репертуар
Виконував твори з репертуару Євгена Адамцевича, Єгора Мовчана, зокрема на слова П. Чубинського («Славно твоя кобза грає»), Д. Павличка («Молитва»), О. Ющенка («Козацька пісня»), перекладані для бандури твори української та світової класики.
Автор дум: «Конотопська битва», «Про Глухів», «Про голодомор» у співавторстві. Автор пісень на слова Т. Шевченка, П. Куліша, Д. Білоуса, О. Олеся, Л. Костенко, Б. Олійника, фольклорних записів: «Молитва Калнишевського», «Легенда про вершника», «Ой, як вийду на долину» та ін.
Продовжує кобзарські традиції вчителів, духовних наставників Є.Адамцевича, Є Мовчана, А. Бобиря, А. Воликівського, С. Шкурата.

## Вибрані твори
- Мошик М. Кобзарі та бандуристи Сумщини : довідник / М. Мошик, Б. Жеплинський, А. Горняткевич. — Суми : Козацький вал, 1999. — 80 с. : нот. — ISBN 966-589-065-4.
- Молитва Калнишевського : козацькі пісні для голосу у супроводі бандури з репертуару бандуриста Миколи Мошика. — Суми : Сумський обл. центр нар. творчості, 2003. — 47 с. : нот.
- Кальнишева дума : вокальні твори для голосу в супроводі бандури / М. Мошик. — Суми, 2006. — 40 с. : нот.
- Повстанська дума : вокальні твори для голосу в супроводі бандури / М. Мошик. — Суми ; Дрогобич, 2006. — 72 с: нот. — ISBN 966-7996-29-4.
- Кобзарський триптих : [вокальні твори] на вірші Володимира Затуливітра для голосу в супроводі бандури / Микола Мошик. — Суми : ВАТ «Сумська обласна друкарня» ; Козацький вал, 2007. — 7 с. : нот.
- Репресований кобзарський триптих «Дума про голод» : вокальні твори для голосу в супроводі бандури / Микола Мошик. — Суми : ВВП «Мрія-1 ТОВ», 2007. — 28 с. : нот. — ISBN 978-966-566-350-8
- Кобзарські пісні про голод : вокальні твори для голосу в супроводі бандури / Микола Мошик. — Суми : Університетська книга, 2008. —28 с. : нот. — ISBN 979-0-90007039-0-3
- Кобзарська Дума про голод (1932—1933) : вокальний твір для голосу в супроводі бандури / Микола Мошик. — Суми : ВВП «Мрія-1» ТОВ, 2008. — ISBN 978-966-566-397-4
- «Байда»: козацький триптих : вокальні твори для голосу в супроводі бандури / Микола Мошик. — Суми : Мак-Ден, 2009. — 12 с. : нот. — ISBN 979-0-90007055-1-8
- «Конотопська битва» : козацький диптих: вокальні твори для голосу в супроводі бандури / Микола Мошик. — Суми : Мак-Ден, 2009. — 24 с. : нот. — ISBN 978-966-7222-95-6
- Почаївська Божа Мати : піснеспів: вокальні твори для голосу в супроводі бандури / Микола Мошик. — Суми : Мак-Ден, 2009. — 24 с. : нот. — ISBN 979-0-9007055-0-1
- Прокидайся, Україно! : вокальні твори для голосу в супроводі бандури / Микола Мошик.  — Суми : Нота бене, 2011. —115 с. : нот. — ISBN 978-966-8339-06-6

## Громадська діяльність
Голова Сумського обласного відділення Національної спілки кобзарів України, крайовий кобзар-сотник Сумського обласного козацького товариства.
Провів понад 3 тисячі концертів, більшість із яких — доброчинні.